# Медоев, Игорь Башерович
И́горь Баше́рович Медо́ев (род. 1955) — российский деятель спецслужб, генерал-майор, Герой Российской Федерации (2009).

## Биография
Игорь Башерович Медоев родился 20 октября 1955 года в городе Орджоникидзе, РСФСР СССР (ныне город Владикавказ, столица республики Северная Осетия, Российской Федерации) в семье служащего. Осетин.
В 1962 году поступил в среднюю школу № 5 г. Орджоникидзе.
По окончании школы, в 1972 году, получив аттестат зрелости, пополнил ряды студентов Северо-Осетинского государственного медицинского института. После двух лет обучения в Северной Осетии продолжил изучать медицину в 1-м Ленинградском медицинском институте им. И. П. Павлова (ныне Первый Санкт-Петербургский государственный медицинский университет имени академика И. П. Павлова).
Прервав обучение в институте, в 1977—1979 году отправился на срочную военную службу в войсках Комитета госбезопасности СССР, после чего в 1982 году получил диплом о высшем медицинском образовании.
С 1992 года служил в Управлении ФСБ по Республике Северная Осетия-Алания.
С 1996 года — в Центре специального назначения ФСБ России.
С 2001 по 2010 год занимал должность помощника министра обороны Российской Федерации.
РИА Новости указывало, что Медоев до назначения в 2007 году Анатолия Сердюкова министром обороны работал вместе с ним в Федеральной налоговой службе.
В СМИ указывалось, что в 2009—2010 годах Медоев являлся командиром гвардейской дивизии.
За мужество и героизм, проявленные при выполнении воинского долга полковнику Медоеву указом президента России № 1377 от 7 мая 2009 года присвоено звание Героя Российской Федерации.
Освобождён от должности помощника министра обороны и уволен с военной службы 1 октября 2010 года. После увольнения переехал жить в Словакию, где владеет загородным домом в местечке Лимбах, стоимостью от 250 тыс. евро.

## Личная жизнь
Жена — Ирина Васильевна Медоева, родилась 17 марта 1956 года.
Старшая дочь — Эльда Медоева, родилась 13 декабря 1979 года, возглавляла Управление национальной политики и межрегиональных связей Департамента национальной политики и межрегиональных связей города Москвы. Была замужем за бизнесменом Михаилом Барановым, владельцем транспортной фирмы, в разводе с 2014 года.
Сын — Марат Медоев, родился 1 февраля 1982 года, подполковник ФСБ.
Младшая дочь — Майя Овсянникова (Медоева), родилась 2 ноября 1989 года, возглавляет Службу контроля и бухгалтерского учёта Департамента труда и социальной защиты населения города Москвы. Замужем за Петром Овсянниковым, отец которого — Овсянников Юрий Петрович, возглавлял Московскую дорожную инспекцию, был министром транспорта Крыма.

## Обвинения в коррупции
В июне 2019 года Фонд борьбы с коррупцией обвинил Игоря Башеровича и его семью в участии в коррупционных схемах с мэрией Москвы. «Новая Газета» обнаружила также у Игоря Медоева недвижимость в Словакии.

## Спортивные достижения
Мастер спорта СССР международного класса по стрельбе. Выступал в составе сборных команд СССР и ЦС «Динамо», городов Орджоникидзе и Ленинграда. Трёхкратный чемпион СССР (1978, 1980, 1982), серебряный призёр чемпионата СССР (1977), трёхкратный чемпион Спартакиады дружеских организаций общества «Динамо» (1977, 1984, 1988), двукратный победитель Кубка балканских стран (1980, 1981), двукратный победитель международных турниров в Германии (1979, 1980), чемпион (1983) и бронзовый призёр чемпионата Европы по стрельбе из боевого оружия в команде.

## Награды
- Медаль «Золотая Звезда» (07.05.2009) за мужество и героизм, проявленные при выполнении воинского долга.
- Орден «За заслуги перед Отечеством» (2010) 3-й и 4-й степеней с мечами.
- Орден Мужества
- Орден «За военные заслуги»